# Clelia clelia
Clelia clelia är en ormart som beskrevs av Daudin 1803. Clelia clelia ingår i släktet Clelia och familjen snokar.
Arten förekommer i Centralamerika från Guatemala söderut och fram till norra Argentina i Sydamerika. Den hittas även på flera öar i Västindien. Honor lägger ägg.
Clelia clelia har förmåga att döda nästan lika stora andra ormar som Bothrops atrox. Den andra ormen kan vara giftig vad Clelia clelia inte är. Bytet dödas genom kvävning och Clelia clelia påverkas inte anmärkningsvärd av motståndarens gift.

## Underarter
Arten delas in i följande underarter:
- C. c. clelia
- C. c. groomei
- C. c. immaculata